# عبدالسلام الغدابی
عبدالسلام الغدابی (به انگلیسی: Abdulsalam Al Ghadabi) (زادهٔ ۱ ژانویهٔ ۱۹۷۸) شناگر اهل یمن است.